# Rájaalakúak
A rájaalakúak (Rajiformes) a porcos halak (Chondrichthyes) osztályába és a rájaszerűek (Batoidea) öregrendjébe tartozó rend.
A rendbe tartozó pontos fajszám még ismeretlen, mivel egyes korábban önálló fajnak vélt taxon, másnak a szinonimájának bizonyult; így megtörténhet, hogy egyes faj két különböző név alatt, két nemben is szerepelhet (legalábbis egyelőre). Korábban a ma már önálló rendbe összefoglalt sasrájaalakúak (Myliobatiformes) fajai is idetartóztak; ilyen módon a rájaalakúak rendje alaktanilag, táplálkozásilag (planktonszűrés) és szaporodásilag (ál-elevenszülés (viviparia)) igen változatos volt; továbbá az édesvizekben is voltak képviselőik.

## Tudnivalók
A rájaalakúak, mint porcoshal-rend minden óceánban és számos tengerben megtalálhatók; a Jeges-tengertől egészen a Déli-óceánig fordulnak elő. A különböző fajok elterjedési területe, csak egy-egy kis óceánrészre vagy tengerre korlátozódik. Eme ráják között találhatók trópusi, szubtrópusi, mérsékelt övi vagy teljesen sarkvízi fajok is. Ezek a porcos halak fajtól függően 4-342 centiméteresek. Testük hát-hasi irányban erősen lapított, alakjuk jellegzetesen rombusz vagy kör alakú, kifejezetten aljzatlakó fajok. A cápákhoz hasonlóan 5 szabad kopoltyúrésük van, de ezek a hasi oldalon helyezkednek el. Mellúszóik fejlettek, a feji tájéktól kezdve, széles alapon illeszkednek a test oldalához, ezekkel szárnyszerű csapásokat végezve úsznak. A nyaki tájék a törzzsel összenőtt. Szemükön sem pislogóhártya, sem szabad szemhéj nincs. Szemük a fej háti oldalán található. Farok alatti úszójuk mindig hiányzik, a hát vagy farokúszó is hiányozhat. Lapos fogaik sorokba rendeződnek. A nemek hasonlók, a hím rendszerint kisebb. Ragadozó, tengeri állatok. Mindegyikük belső megtermékenyítés által szaporodik, és tojásrakók (ovoparia). A nőstény tojástokokat rak.

## Rendszerezés
A rendbe az alábbi 4 család tartozik:
- Anacanthobatidae von Bonde & Swart, 1923
- Arhynchobatidae Fowler, 1934
- Gurgesiellidae de Buen, 1959
- valódi rájafélék (Rajidae) Bonaparte, 1831

Korábban egy negyedik család is létezett, Gurgesiellidae név alatt, azonban ezt bevonták a valódi rájafélék családjába.

## Képek

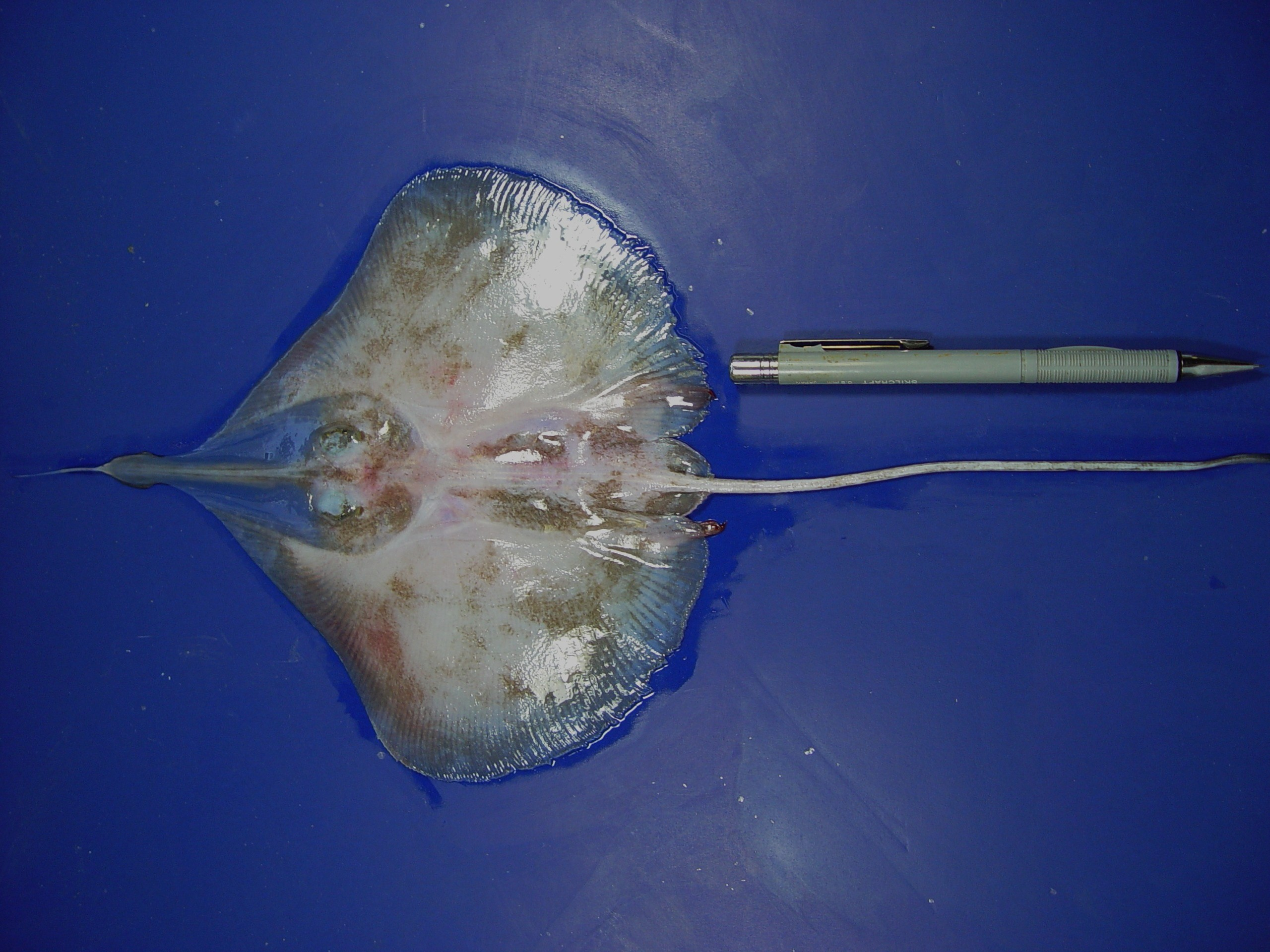
Anacanthobatis folirostris
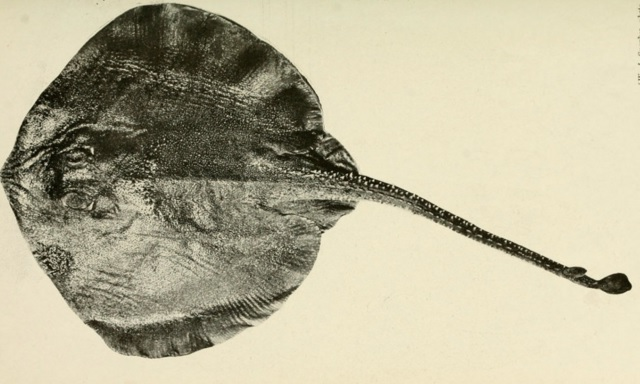
Arhynchobatis asperrimus
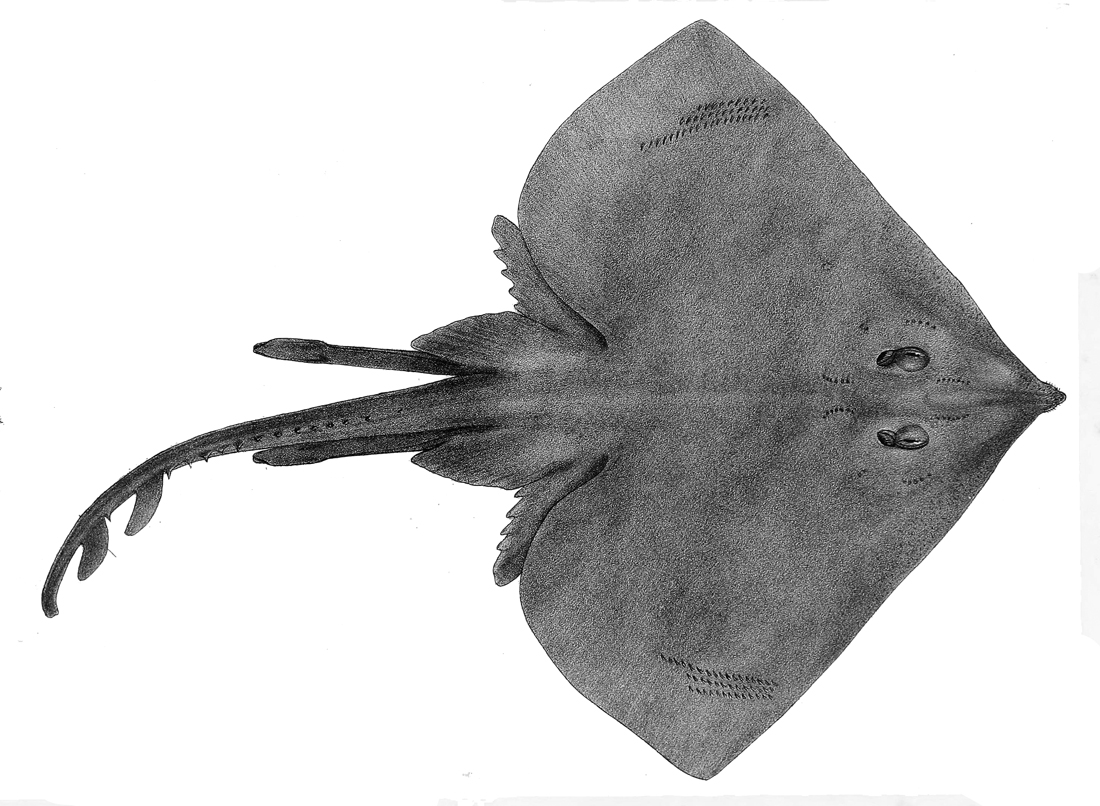
Atlantoraja platana
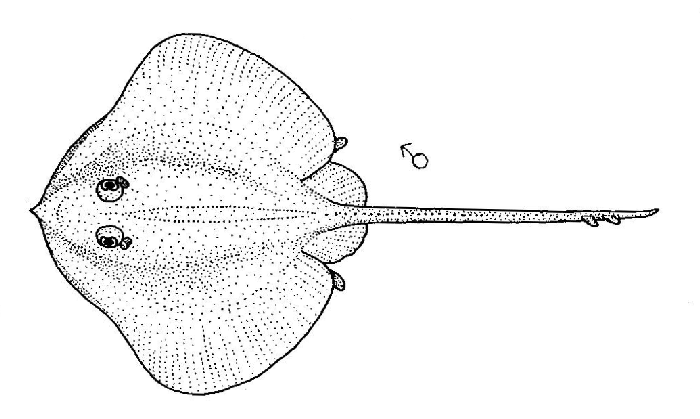
Brochiraja asperula
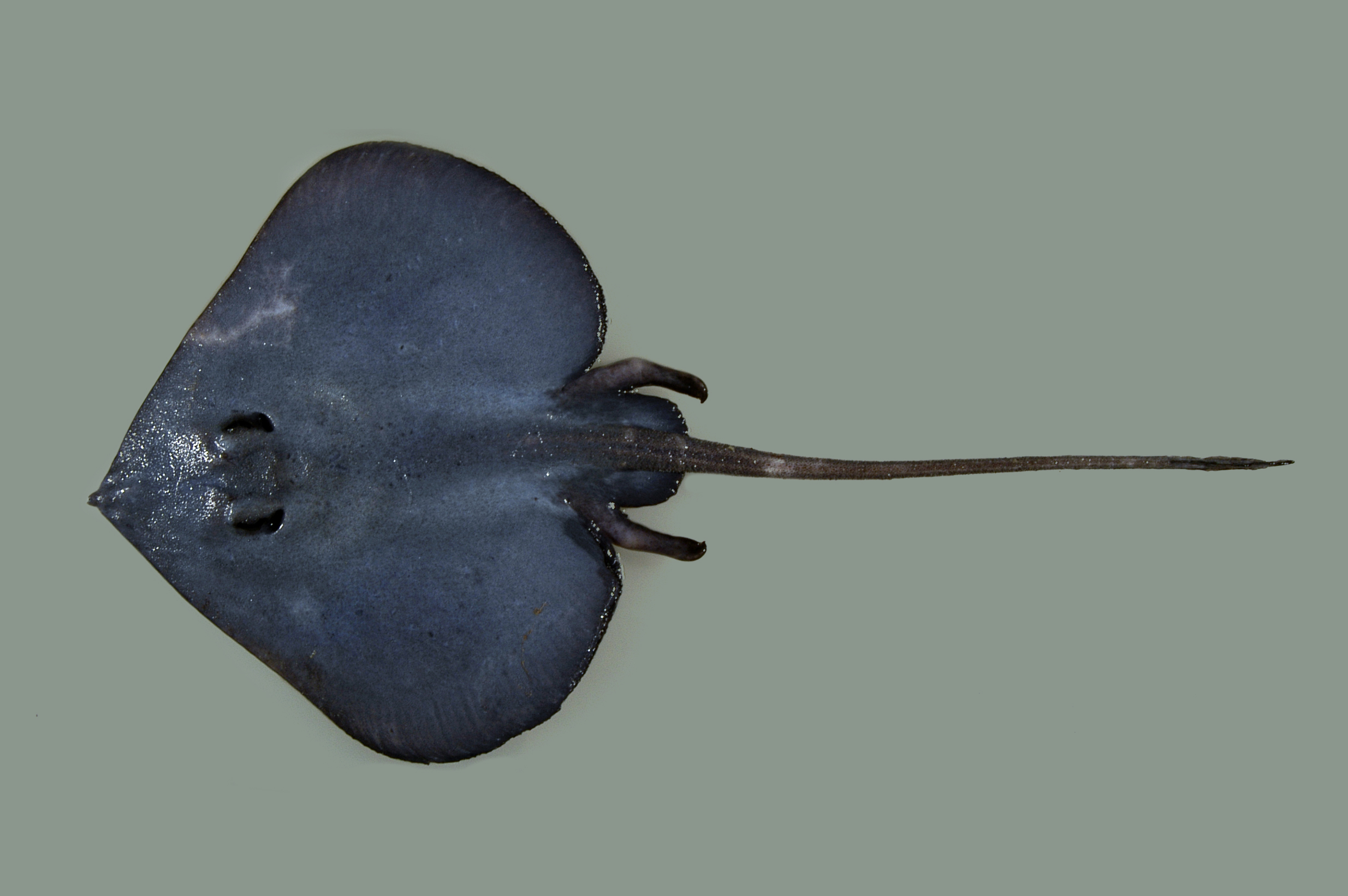
Insentiraja subtilispinosa
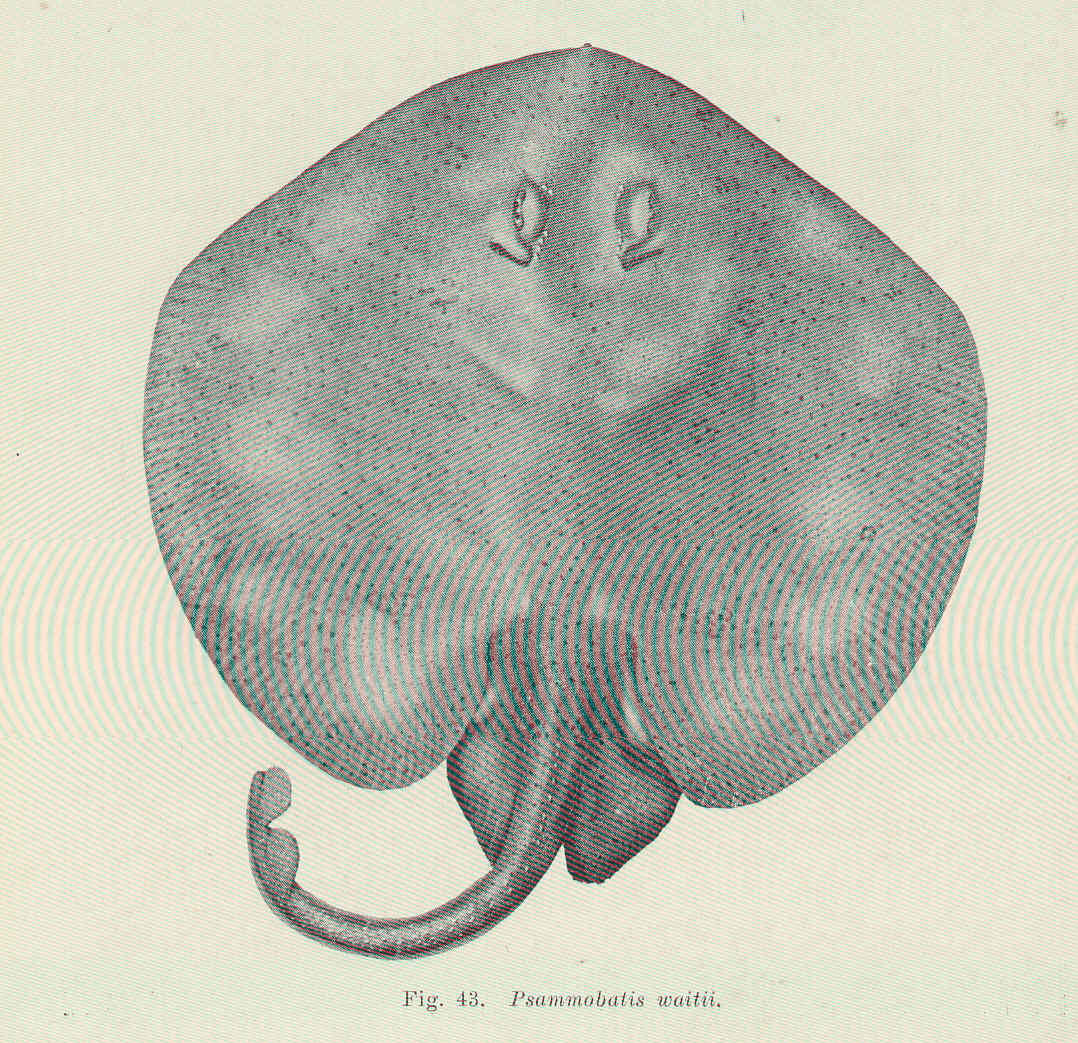
Irolita waitii
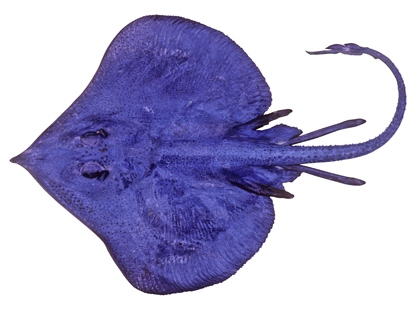
Notoraja azurea
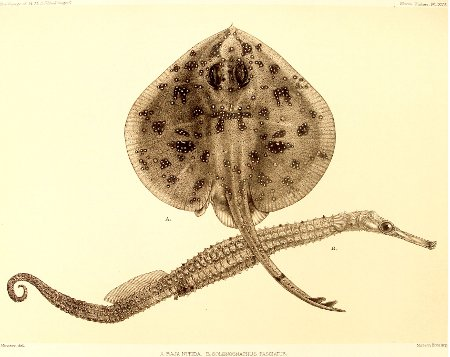
Pavoraja nitida
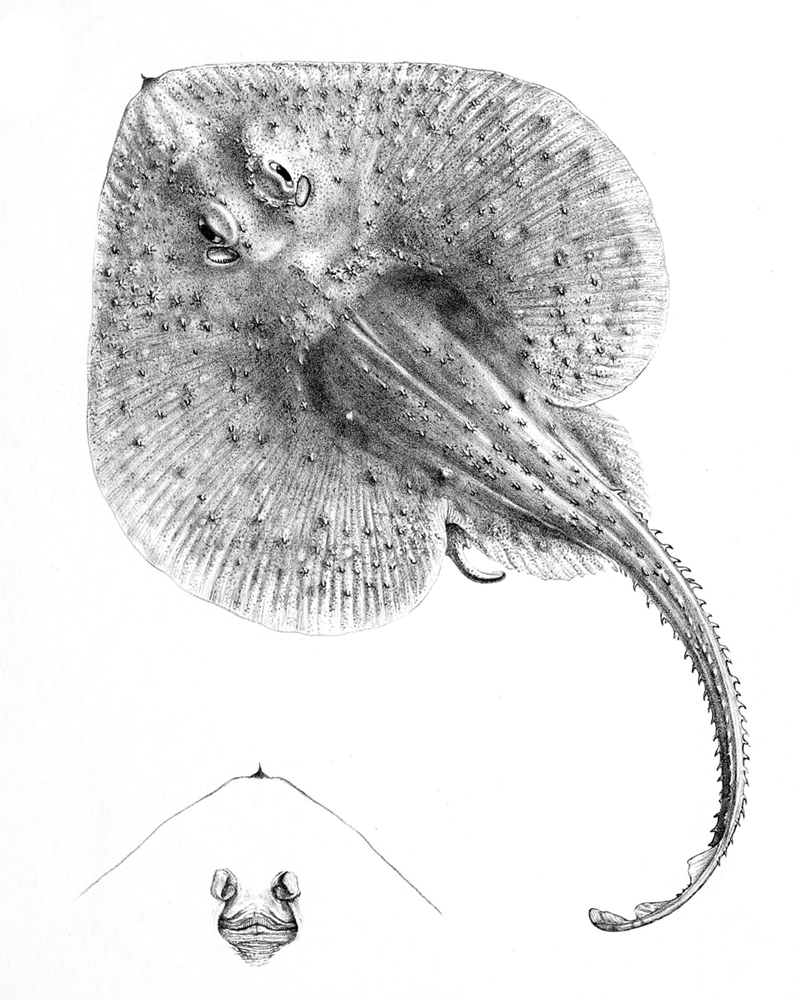
Psammobatis rutrum
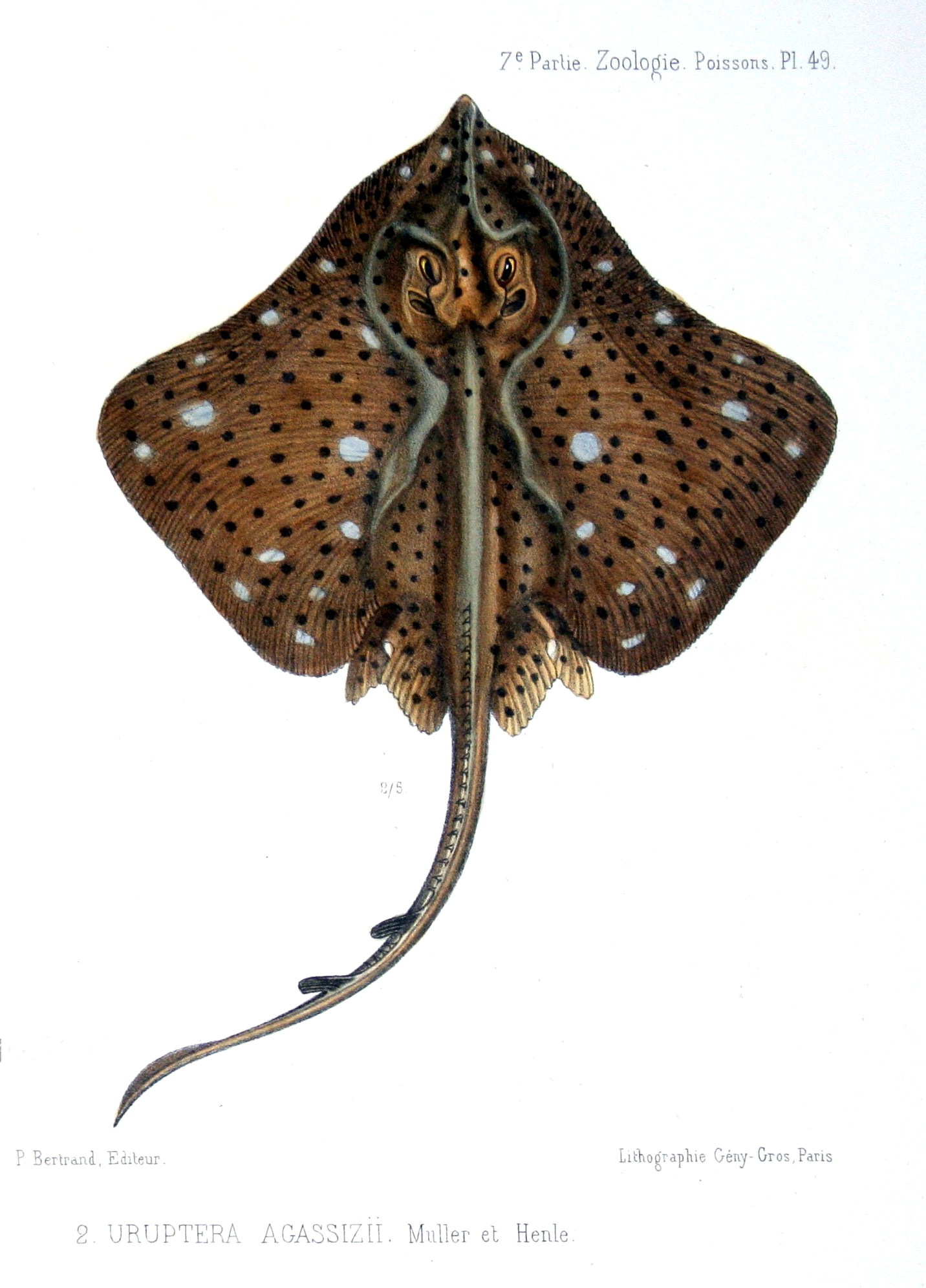
Rioraja agassizii
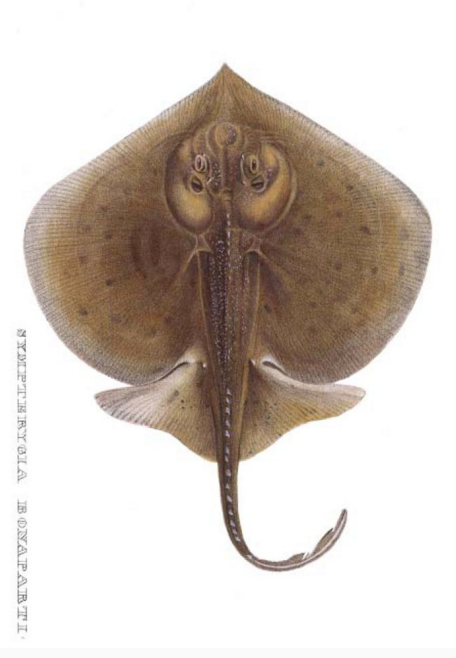
Sympterygia bonapartii
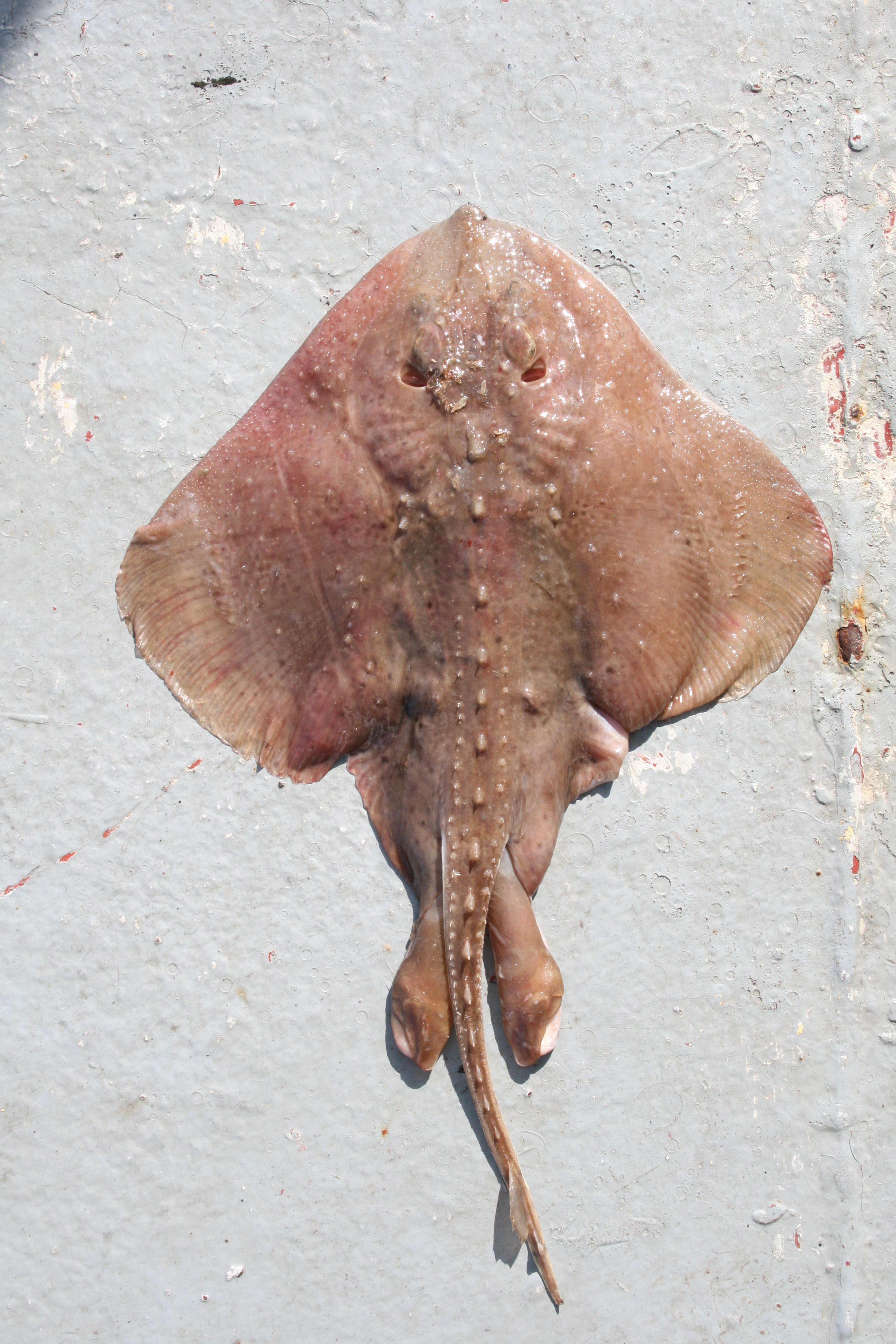
Csillagrája (Amblyraja radiata)
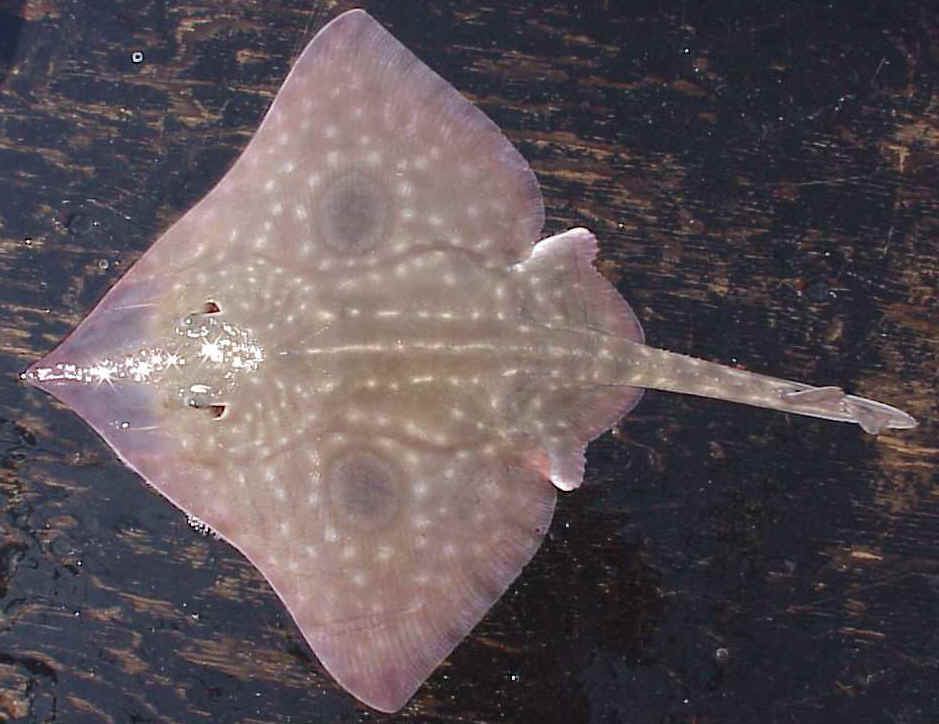
Beringraja binoculata
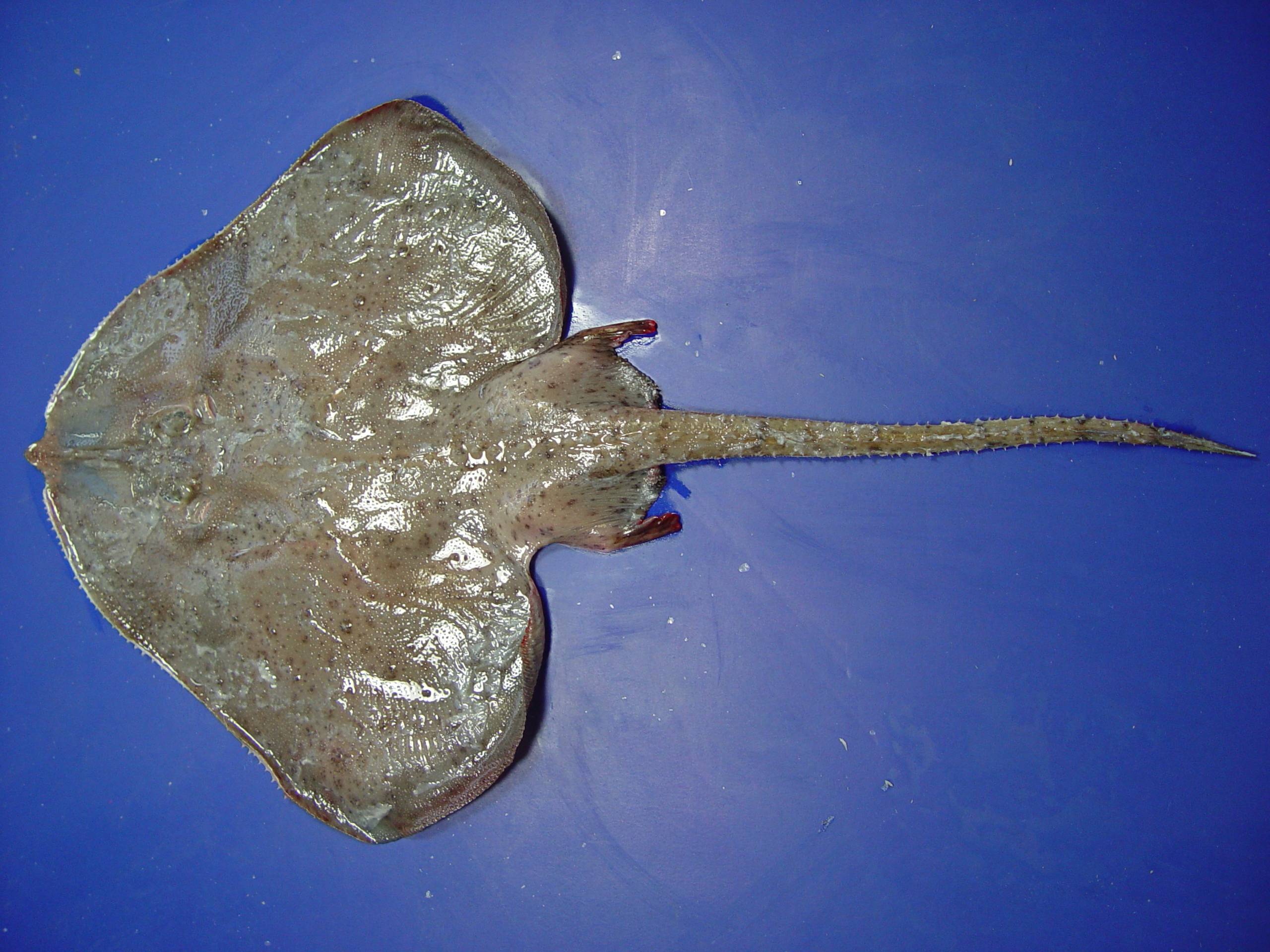
Breviraja spinosa
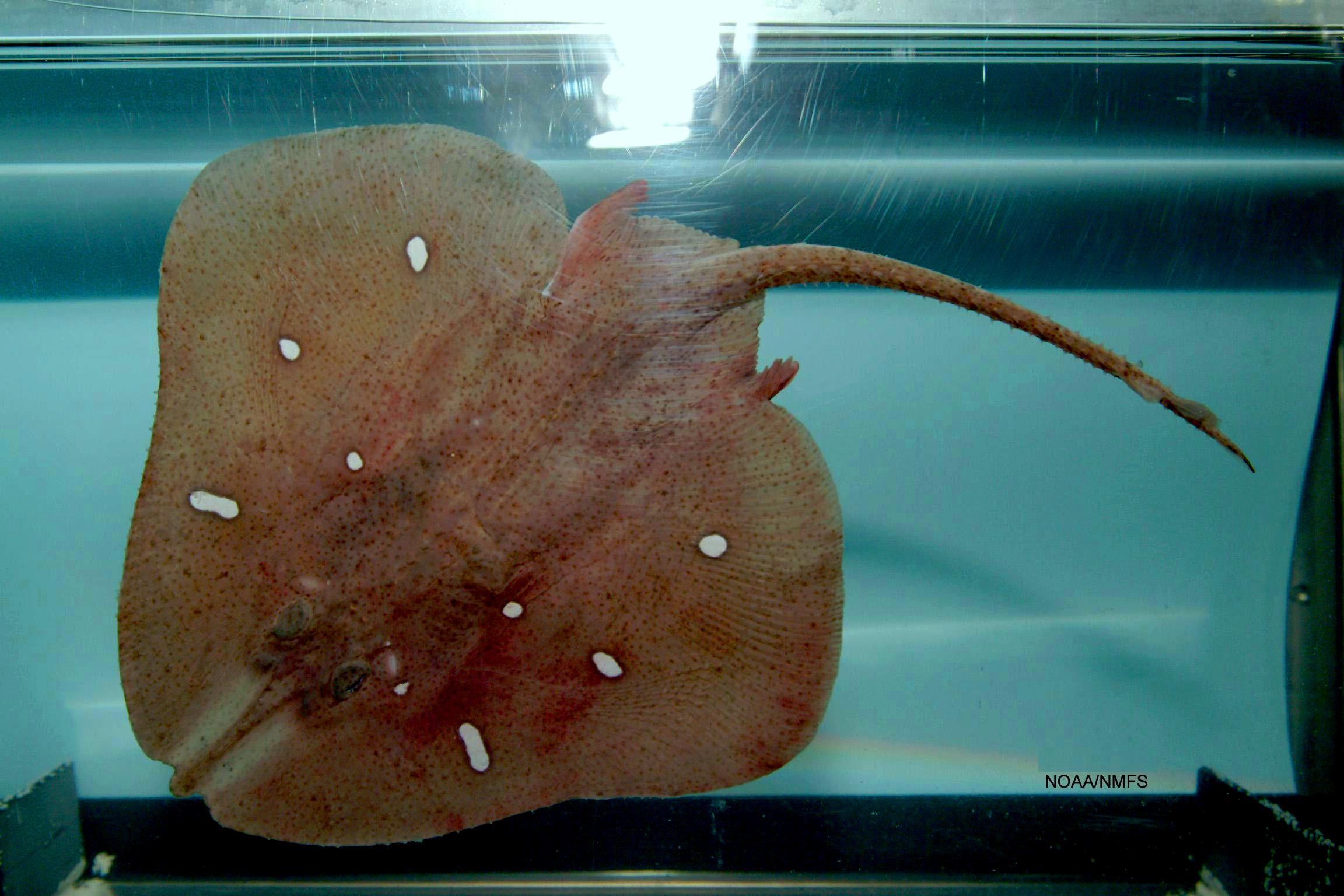
Dactylobatus clarkii
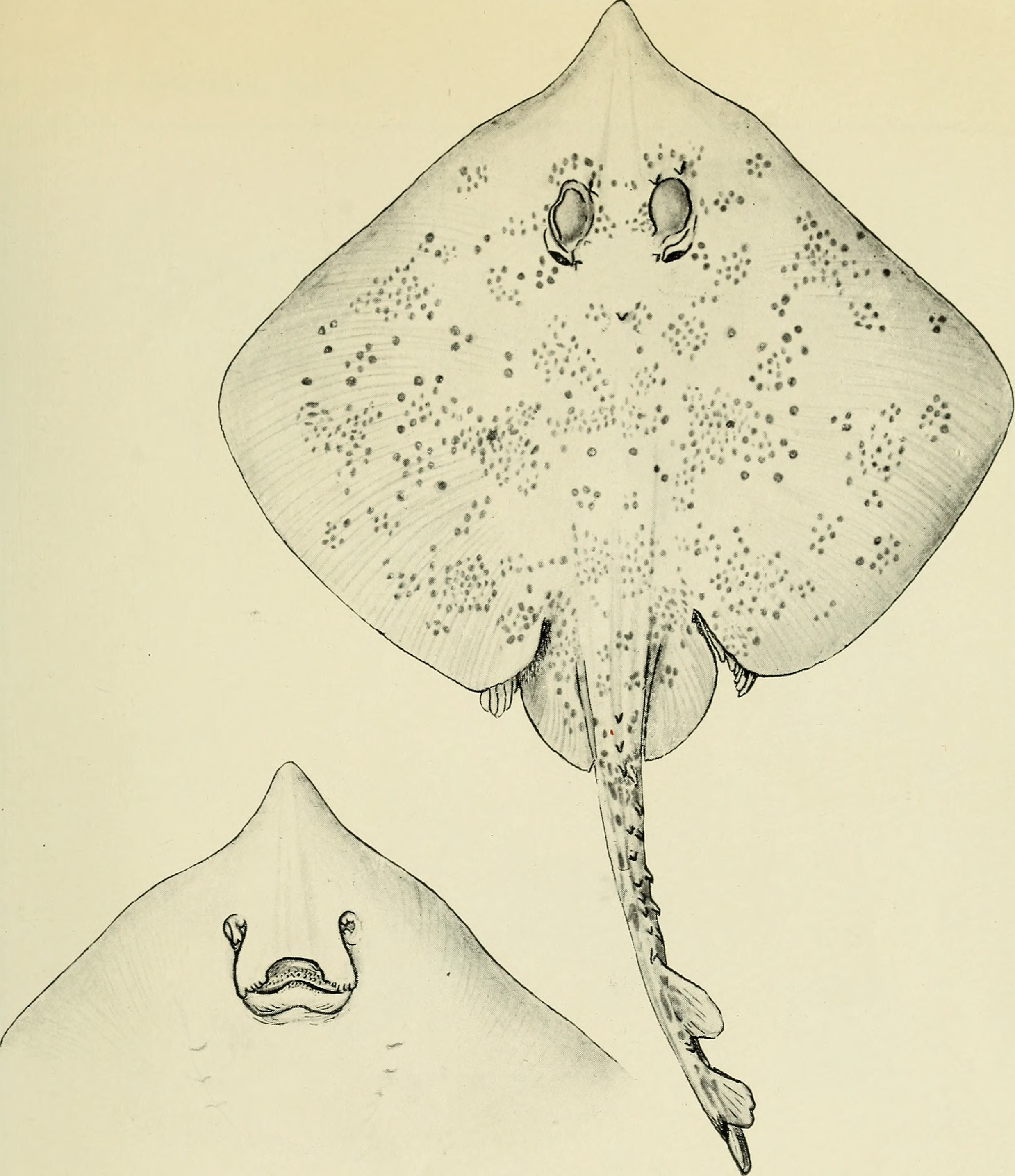
Dentiraja polyommata
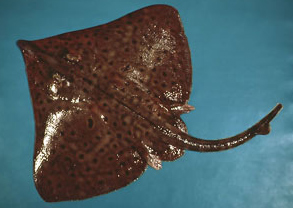
Barndoor rája (Dipturus laevis)
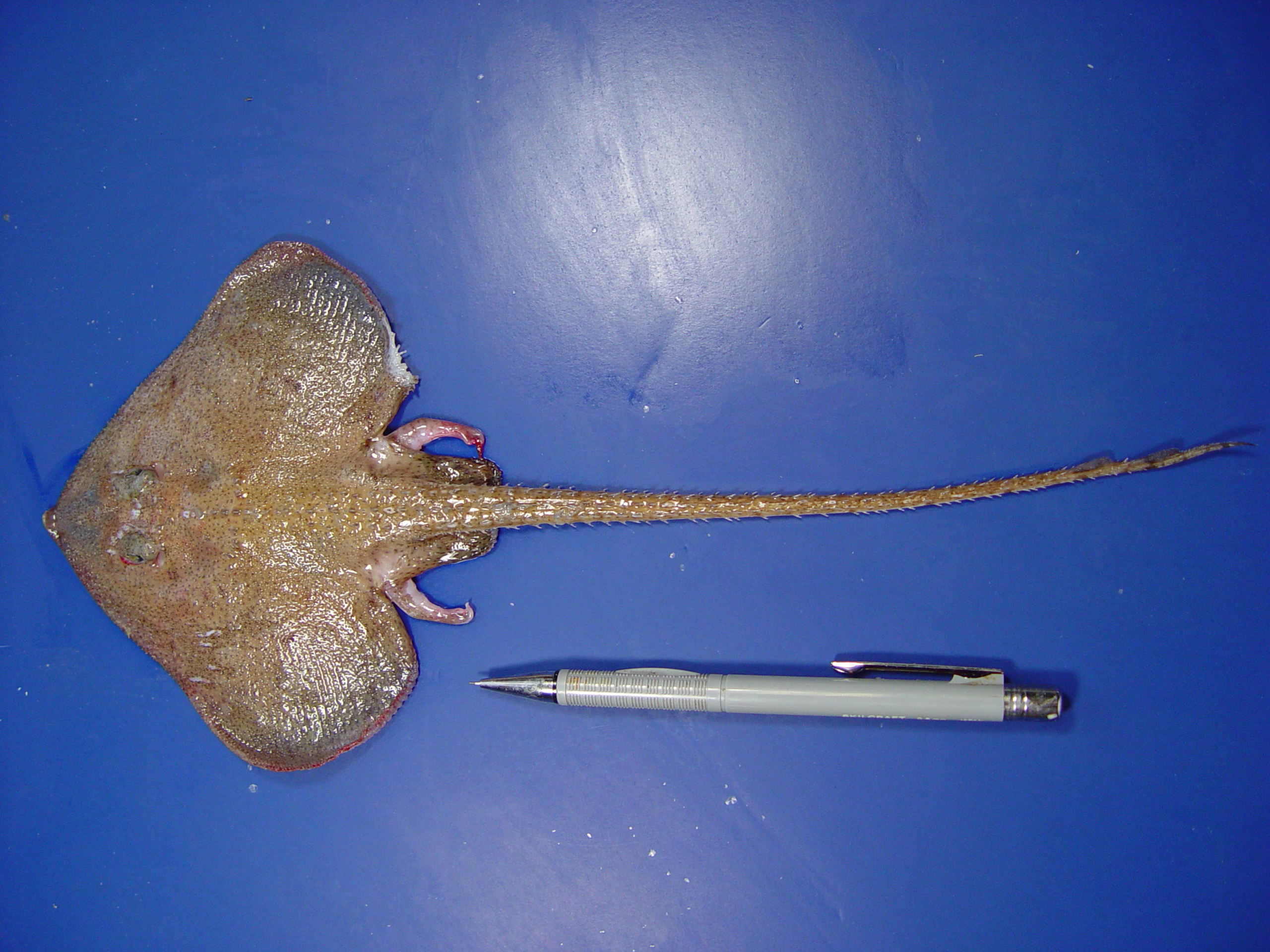
Fenestraja ishiyamai
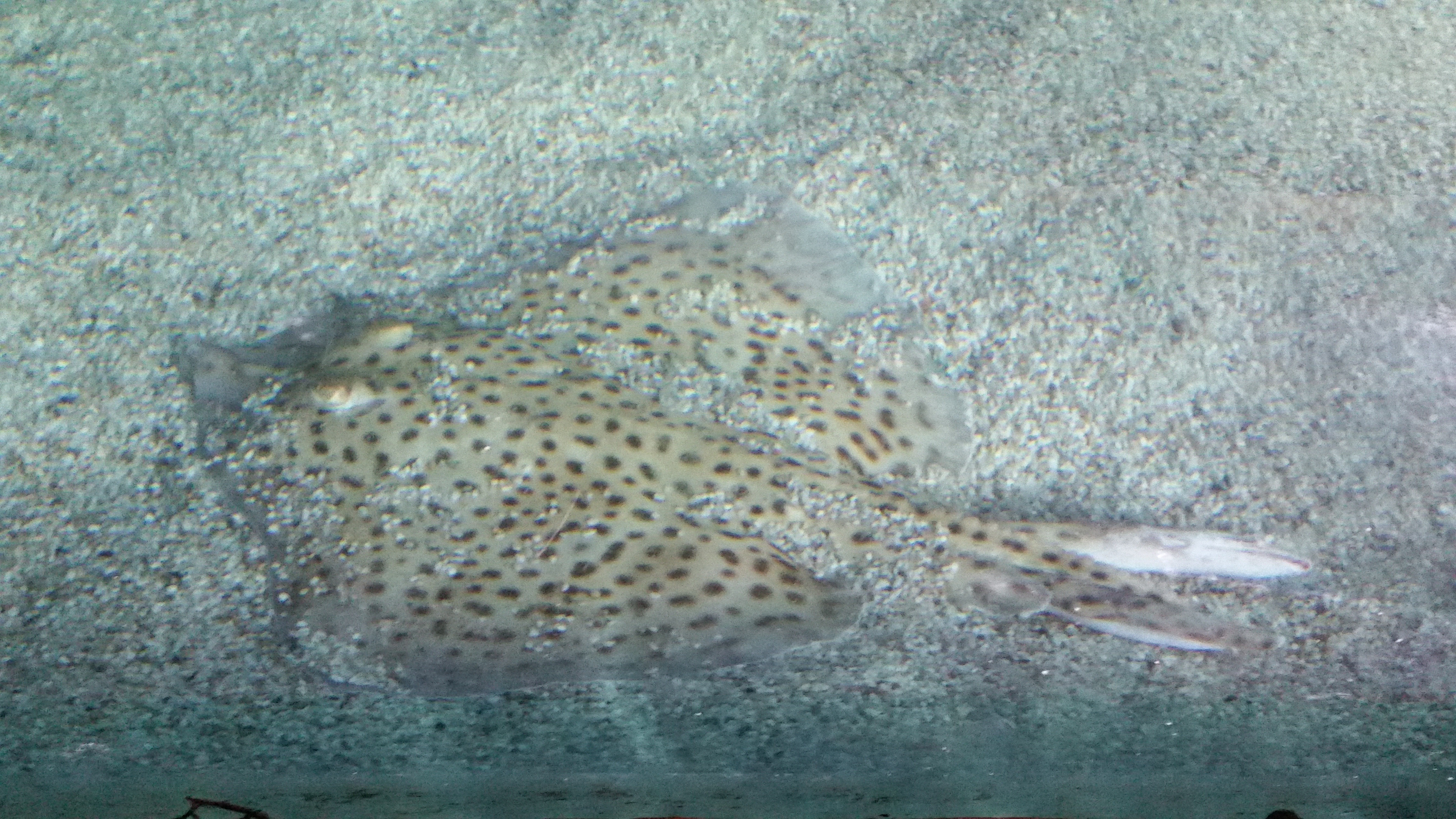
Téli rája (Leucoraja ocellata)
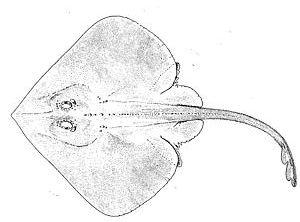
Sima rája (Malacoraja senta)
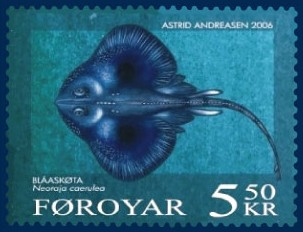
Neoraja caerulea
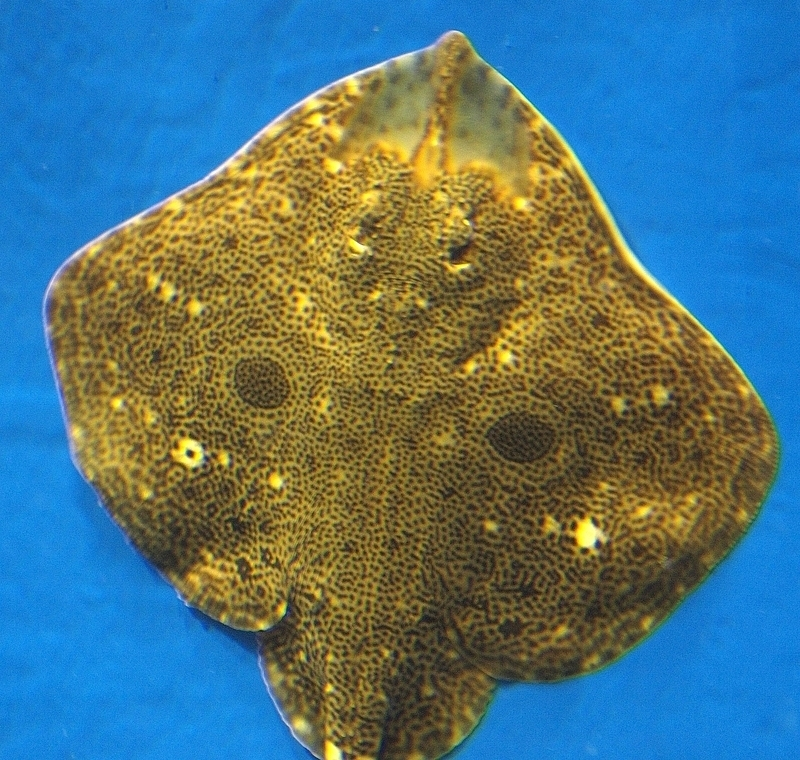
Okamejei kenojei
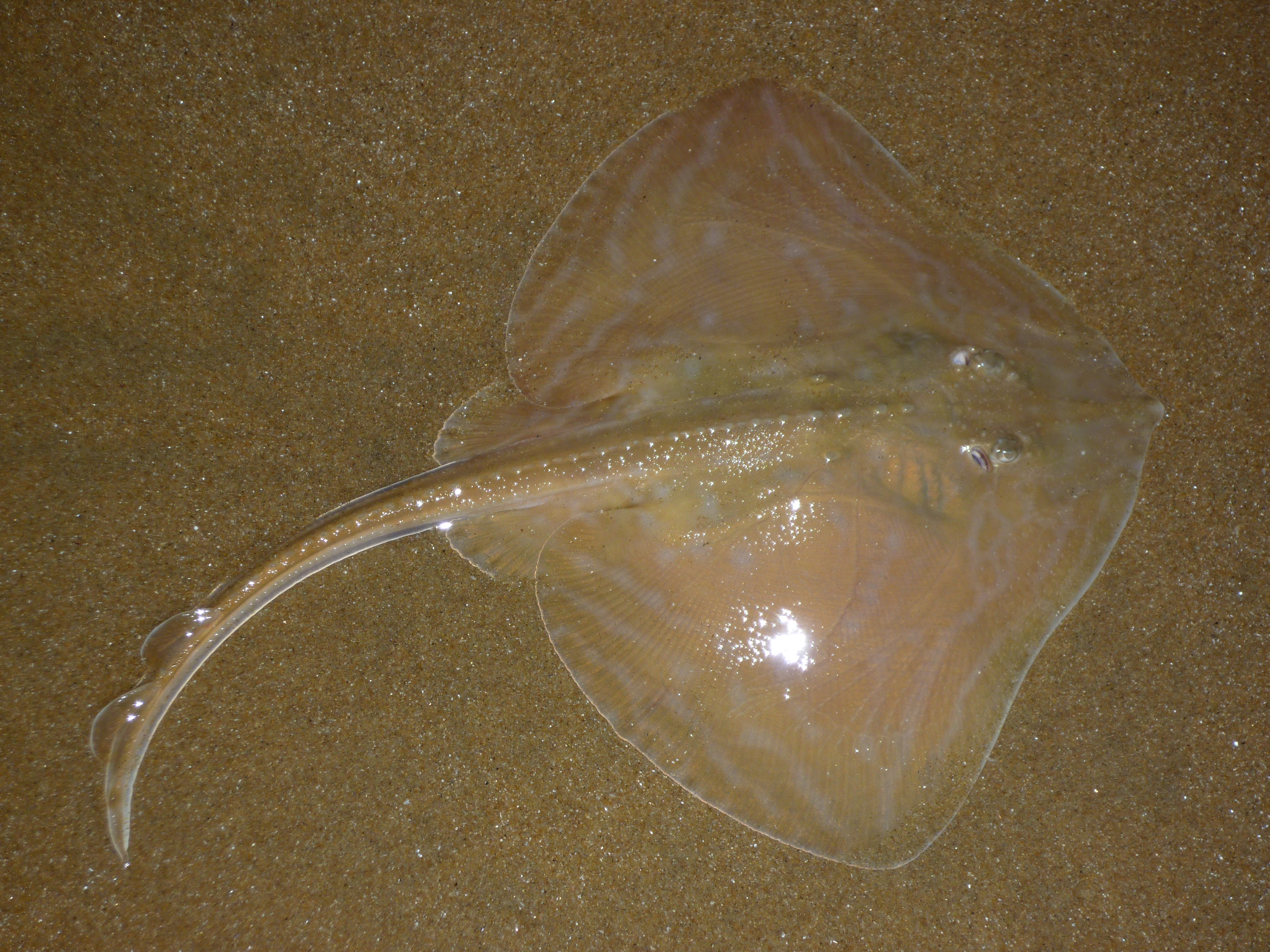
Csíkos rája (Raja microocellata)
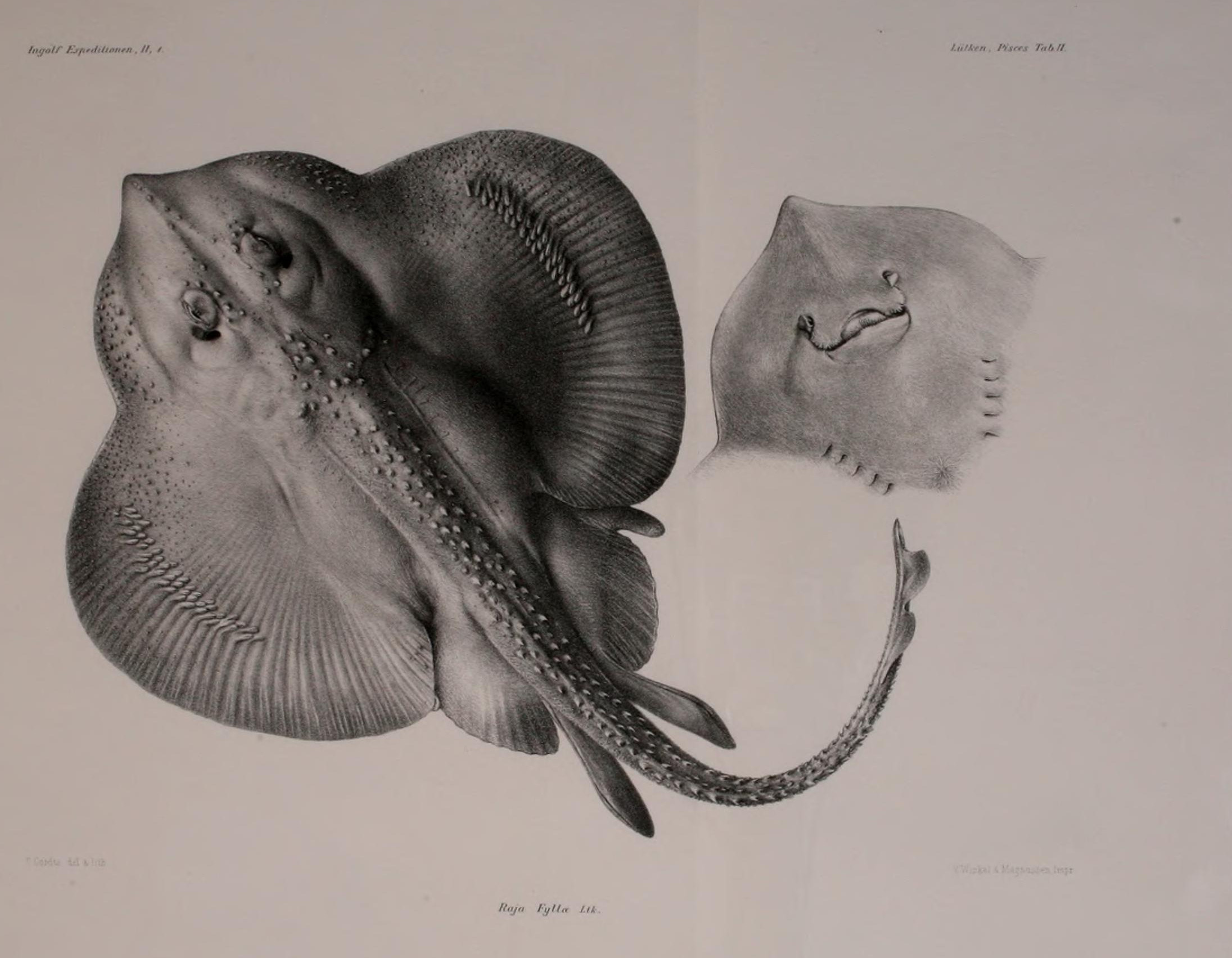
Fylla-rája (Rajella fyllae)
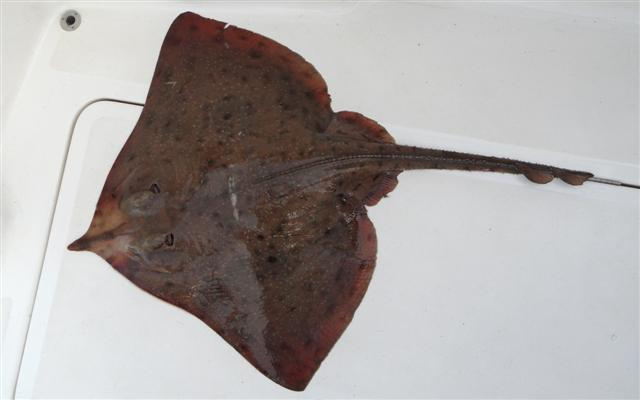
Fehér rája (Rostroraja alba)
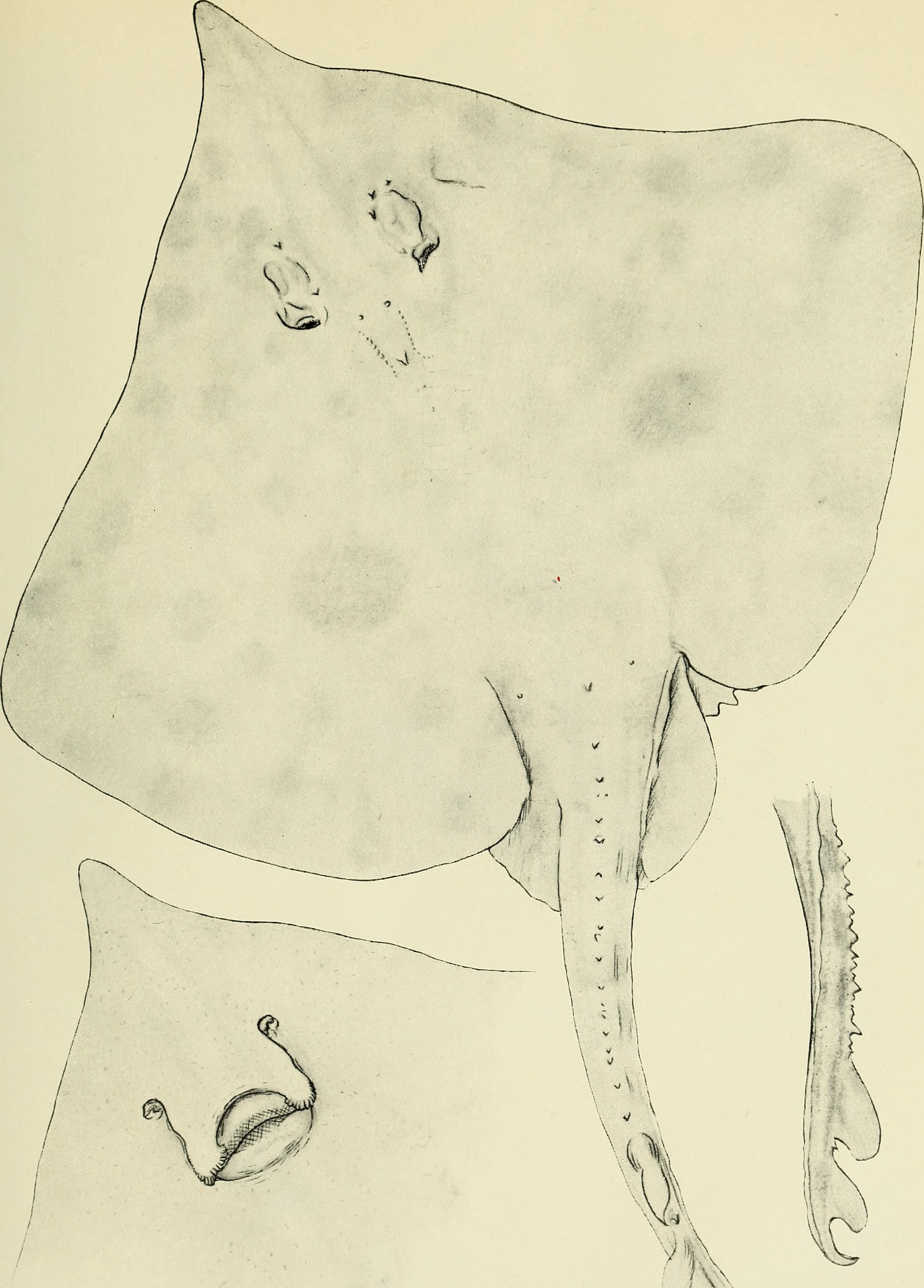
Zearaja nasuta